# Sakmarskij rajon
Il Sakmarskij rajon (in russo Сакмарский район?) è un rajon dell'Oblast' di Orenburg, nella Russia europea. Istituito nel 1935, il capoluogo è Sakmara.